# Jack Carlin
Jack Carlin, född 23 april 1997, är en brittisk tävlingscyklist som tävlar i bancykling.

## Karriär
Vid olympiska sommarspelen 2020 i Tokyo tog Carlin silver i lagsprinten och brons i den individuella sprinten. Han har även tagit medaljer på både VM och EM. Vid OS 2024 tog han brons i den individuella sprinten och silver i lagsprinten.